# La Sala Gran
La Sala Gran és un monument protegit com a bé cultural d'interès local del municipi del Papiol (Baix Llobregat).

## Descripció
És un edifici de planta rectangular amb coberta a dues vessants. A la façana principal hi ha tres portes adovellades resoltes en arc de mig punt. Sobre la porta central figura una data: 1665. hi ha nou finestres amb llinda. A la façana lateral hi ha una antiga porta adovellada, actualment reformada com a finestra. Al costat lateral hi ha diferents finestres disposades a diferents nivells. Les naus s'aguanten per grapes.

## Història
Edificada l'any 1665, pertanyia al castell del Papiol. Actualment s'usa com a nau industrial de fosa de metall artístic.